# Bătălia de la Munda
Bătălia de la Munda a avut loc la 17 martie 45 î.Hr. pe câmpiile de la Munda, din sudul Spaniei de astăzi. Aceasta a fost ultima bătălie din războiul civil al lui Cezar împotriva armatelor liderilor republicani Optimates. În urma acestei victorii și a morții lui Titus Labienus și Gnaeus Pompeius (cel mai mare fiu al lui Pompeius), Cezar a putut să se întoarcă la Roma și să conducă țara ca dictator.
Asasinarea sa a declanșat procesul ce avea să ducă la sfârșitul Republicii Romane odată cu domnia nepotului său, Augustus (Octavius), ca prim împărat al Romei.

## Contextul
Republicanii conservatori îl avuseseră în frunte la început pe Pompei, până la bătălia de la Pharsalus în 48 î.Hr., urmată la scurt timp de moartea acestuia. În aprilie 46 î.Hr., forțele lui Cezar au distrus armata pompeiană în bătălia de la Thapsus.
După aceasta, opoziția militară față de Cezar s-a limitat la Hispania (Peninsula Iberică, respectiv Spania și Portugalia de astăzi). În primăvara lui 46 î.Hr., două legiuni din Hispania Ulterior, formate mai ales din foști veterani pompeieni din armata lui Cezar, s-au declarat în favoarea lui Gnaeus Pompeius (fiul lui Pompei cel Mare) și l-au gonit pe proconsulul lui Cezar. În curând, lor li s-au alăturat resturile armatei lui Pompei. Aceste forțe au fost comandate de frații Gnaeus Pompeius și Sextus (fiii lui Pompei) și de priceputul general Titus Labienus, unul dintre generalii de încredere ai lui Cezar în timpul războaielor galice. Folosind resursele provinciei, ei au reușit să strângă o armată de trei legiuni. Acestea erau cele două legiuni de veterani plus încă o legiune recrutată din rândurile cetățenilor romani și locuitorilor din Hispania. Ei au preluat controlul asupra întregii provincii Hispania Ulterior, inclusiv asupra importantelor colonii romane Italica și Corduba (capitala provinciei). Generalii lui Cezar, Quintus Fabius Maximus și Quintus Pedius nu au riscat o bătălie și au rămas în tabăra de la Oculbo, la circa 56 km est de Corduba, cerând ajutorul lui Cezar.
Astfel, Cezar a fost obligat să plece din Roma spre Hispania pentru a trata problema fraților Pompeius. A venit cu două legiuni de veterani (X Equestris și V Alaudae) și câteva alte noi legiuni (inclusiv III Gallica și VI Ferrata), dar a trebuit în principal să se bazeze pe recruții deja prezenți în Hispania. Cezar a parcurs cei 2.400 km de la Roma la Obulco în mai puțin de o lună, ajungând la începutul lui decembrie (a scris și o scurtă poezie, Iter, în care și-a descris călătoria). Cezar l-a chemat alături de el pe nepotul lui, Octavian, dar din motive de sănătate, acesta i s-a putut alătura doar după încheierea campaniei.
Profitând de sosirea sa surprinzătoare, Cezar a reușit să despresureze cetatea Ulipia (un oraș care-i rămăsese loial și care fusese asediat fără succes de Gnaeus Pompeius) dar nu a reușit să cucerească Corduba, apărată de Sextus Pompeius. În urma sfatului lui Labienus, Gnaeus Pompeius a hotărât să evite o luptă deschisă, iar Cezar a fost obligat să ducă o campanie militară pe timp de iarnă, și trebuind să obțină hrană și adăpost pentru soldați. După un scurt asediu, Cezar a cucerit orașul fortificat Ategua; a fost o lovitură importantă pentru moralul și încrederea pompeienilor, iar unii dintre aliații din regiune au început să treacă de partea lui Cezar. O altă luptă dată lângă Soricaria la 7 martie a mers favorabil lui Cezar; mulți romani din tabăra pompeiană au început să se pregătească să dezerteze, iar Gnaeus Pompeius a fost obligat să renunțe la tactica tergiversării și să iasă la luptă.

## Desfășurarea bătăliei
Cele două armate s-au întâlnit în câmpiile de la Munda, în sudul Spaniei. Armata pompeiană se afla pe un deal cu pante line, la mai puțin de 1,5 km de zidurile Mundei, pe o poziție ușor de apărat. Cezar a venit cu un total de opt legiuni (80 de cohorte), cu 8.000 de călăreți, în vreme ce Pompeius comanda treisprezece legiuni, 6.000 de pedestrași înarmați ușor și circa 6.000 de călăreți. Mulți dintre soldații republicani capitulaseră deja în fața lui Cezar în campaniile alterioare, după care i se realăturaseră lui Pompeius: ei aveau să lupte cu disperare, temându-se că nu vor mai fi iertați a doua oară (Cezar chiar executase în trecut prizonierii). După un plan nereușit de a-i atrage pe pompeieni la poalele dealului, Cezar a ordonat un asalt frontal (prin cuvântul „Venus”, zeița despre care spunea că-i este străbună). 
La început, niciuna din părți nu era în avantaj, iar generalii au plecat din posturile de comandă și au intrat ei înșiși în luptă. Cezar însuși avea să spună că de multe ori luptase pentru victorie, dar la Munda a trebuit să lupte pentru viața lui. Cezar a comandat flancul drept, unde lupta din greu legiunea sa preferată, Legio X Equestris. Datorită exemplului dat de Cezar, legiunea a zecea a început să împingă forțele lui Pompeius. Conștient de pericol, Gnaeus Pompeius a scos o legiune din flancul său drept pentru a-l întări pe cel stâng. Imediat ce flancul drept pompeian a fost slăbit, cavaleria lui Cezar a lansat un atac decisiv care a întors soarta bătăliei. Regele Bogud al Mauretaniei cu cavaleria sa, aliată cu Cezar, au atacat spatele taberei pompeiene. Titus Labienus, comandantul cavaleriei pompeiene, a văzut manevra și s-a deplasat pentru a-i intercepta. Din păcate pentru Pompeius, legionarii lui au înțeles greșit situația. Desa presați puternic pe flancurile stâng (Legio X) și drept (șarja de cavalerie), ei au crezut că Labienus se retrage. Legiunile pompeiene au rupt rândurile și au fugit în dezordine. Deși unele au reușit să se refugieze între zidurile cetății Munda, mulți alții au fost uciși. La sfârșitul bătăliei, 30.000 de pompeieni erau morți pe câmpul de luptă; pierderile de partea lui Cezar au fost mult mai mici, doar aproximativ 1.000. Toate cele treisprezece stindarde ale legiunilor pompeiene au fost capturate, semn al victoriei totale. Titus Labienus a murit în luptă și a fost înmormântat cu onoruri de Caesar, în timp ce Gnaeus și Sextus Pompeius au reușit să fugă de pe câmpul de luptă.
Cert este că lupta de la Munda nu a fost una secundară. Zeci de mii de romani au murit acolo, iar Cezar a luptat în rândurile soldaților. După Munda, Gnaeus a fost prins și executat, iar Sextus a scăpat și a condus pirații din Mediterana cu porturile în Sicilia, unde a fost prins de Augustus și executat în 35 î.Hr., la zece ani după Munda.

## Urmări
Cezar l-a lăsat pe legatul său Quintus Fabius Maximus să asedieze Munda și a plecat să calmeze spiritele în provincie. Corduba a capitulat: oamenii înarmați prezenți în oraș (mai ales sclavi înarmați) au fost executați iar orașul a fost obligat să plătească un bir mare. Orașul Munda a rezistat o vreme, dar, după o tentativă nereușită de a rupe asediul, a capitulat, lăsând 14.000 de prizonieri. Gaius Didius, comandant naval loial lui Cezar, a vânat și a distrus majoritatea corăbiilor pompeiene. Gnaeus Pompeius a căutat refugiu pe uscat, dar a fost prins și executat.
Deși Sextus Pompeius a rămas liber, după Munda nu au mai existat armate conservatoare care să-i conteste supremația lui Cezar. La întoarcerea la Roma, relatează Plutarh, „triumful sărbătorit de el i-a nemulțumit pe romani mai mult decât orice. Căci el nu învinsese generali străini sau regi barbari, ci distrusese copiii și familiile unora dintre cei mai mari oameni ai Romei.” Cezar a fost făcut dictator pe viață, deși succesul său a fost de scurtă durată; Cezar a fost asasinat la 15 martie în anul următor (44 î.Hr.) de o nouă generație de oameni politici, în frunte cu Brutus și Cassius. Atunci, însă, deja sistemul Republicii Romane se dovedise imposibil de susținut.

## Amplasarea
Locul exact al Mundei a rămas multă vreme un mister. Unii istorici spanioli au susținut că Munda este numele roman al Rondei de astăzi. Alți cercetători au plasat bătălia în diverse alte locuri, cum ar fi lângă Monda sau Montilla, ultima pe baza unei tentative mai vechi de localizare făcută cu scopul de a-l cinsti pe un membru al familiei regale franceze, născut la Montilla. Alți experți susțin că bătălia de la Munda s-a dat lângă Osuna, în provincia Sevilla, pe baza dovezilor arheologice, proiectile de praștie din bătălie fiind descoperite lângă La Lantejuela, la jumătatea distanței între Osuna și Écija. Teoria este susținută și de inscripții antice descoperite la Écija și Osuna în cinstea orașului Astigi (Écija) care a fost de partea lui Cezar în bătălie. Deci bătălia de la Munda a avut loc probabil pe Cerro de las Balas și Llanos del Aguila lângă La Lantejuela. Locul exact al bătăliei rămâne controversat în rândurile arheologilor.

## Izvoare istorice
- Appian, Războaiele Civile Romane. Cartea 2: 103–105
- Cassio, Dio. Istoria Romei. Cartea 47: 28–42
- Caesar, Julius, Commentarius De Bello Hispaniensi, 1–42.
- Plutarh, Căderea Republicii Romane: Caesar, 56